# SA110
SA110 (właściwie SA110+SA112+SA110 lub SA110+SA110; oznaczenie oryginalne: VT 24, późniejsze 624) – to oryginalnie trójczłonowy spalinowy zespół trakcyjny, napędzany silnikami Diesla, dzierżawiony przez samorząd województwa zachodniopomorskiego od niemieckiej spółki DB Regio.

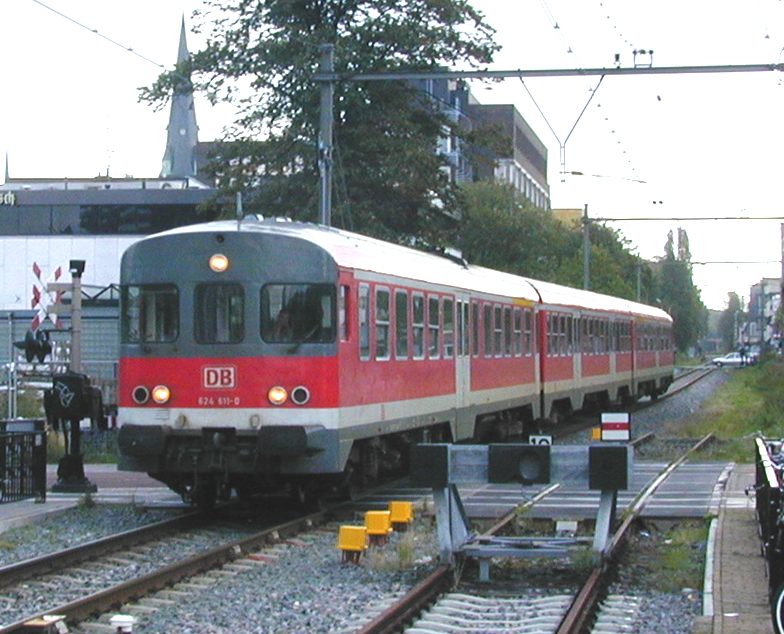
Niemiecki VT 624 611

Na przełomie lat 2004/2005 województwo zachodniopomorskie wydzierżawiło bezterminowo, za kwotę 200.000 euro, od niemieckiej spółki DB Regio 7 spalinowych zespołów trakcyjnych, wycofanych z użytku w Niemczech z końcem 2014 roku, które zostały przekazane w użytkowanie Zachodniopomorskiemu Zakładowi Przewozów Regionalnych Sp. z o.o. Otrzymano 14 wagonów silnikowych serii 624.4, oznaczonych w Polsce jako SA110 (numery od 01 do 14) oraz 5 wagonów doczepnych serii 924.4, oznaczonych w Polsce jako SA112 (oznaczonych od 01 do 05). Po badaniach technicznych i modyfikacji (nowy radiotelefon, nowa toaleta w zestawie silnikowym, SHP, likwidacja pierwszej klasy) w czerwcu 2005 wyjechały na tory województwa zachodniopomorskiego. Jednostka składa się z dwóch wagonów silnikowych, między które można włączyć 1 lub 2 wagony doczepne.
Zespoły te zostały przekazane do Sekcji Utrzymania Taboru w Kołobrzegu i obsługiwały przez siedem lat m.in. linie Szczecinek – Runowo Pomorskie, Kołobrzeg – Szczecin, Szczecin – Szczecinek, Stargard – Kalisz Pomorski, Sławno – Darłowo, czy Koszalin – Mielno.
W lipcu 2006 zespół SA110-06+SA112-01+SA110-07 uległ zniszczeniu na skutek pożaru na trasie Chociwel – Runowo Pomorskie. Mimo niezawodności i dużego komfortu jazdy, w czerwcu 2011 zdecydowano o zakończeniu planowej eksploatacji zestawów, z uwagi na zużycie i niecelowość napraw głównych. W 2012 r. ostatni pojazd został wycofany z eksploatacji na rzecz nowych nabytków województwa zachodniopomorskiego – SA136. Planowano zachowanie jednego dwuczłonowego zespołu jako czynnego składu historycznego i drugiego do celów muzealnych. W lutym 2017 sprzedano na złom do Bydgoszczy trzy ostatnie dwuczłonowe zespoły SA110-03, SA110-11, SA110-13 oraz SA110-14, które w marcu 2017 roku zostały pocięte w Warszawie.